# Polokwane (municipalité)
Ne doit pas être confondu avec Polokwane (ville).
La municipalité locale de Polokwane (Polokwane Local Municipality) est une municipalité située en Afrique du Sud dans le district de Capricorn (province du Limpopo) dans le nord de l'ancienne province du Transvaal (Northern Transvaal). La municipalité de Polokwane partage son nom avec la ville centre connue également sous son nom afrikaans et anglais de Pietersburg.
La municipalité locale de Polokwane représente 3 % de la superficie totale du Limpopo et plus de 10 % de sa population. Centre économique du Limpopo, Polokwane a la plus forte densité de population au sein même du district du Capricorne. Elle est néanmoins essentiellement rurale (71 %).

## Composition
En 2000, la municipalité locale de Polokwane fut constituée à partir de la fusion des conseils communaux de Moletjie-Matlala, de Pietersburg-Polokwane, de Dikgale-Soekmekaar, de Maraba-Mashashane, de Mankweng et de Maja-Chuene. La municipalité se compose ainsi concrètement des entités géographiques suivantes : 
- Ville de Pietersburg (Polokwane) : elle est le centre économique de la municipalité avec son quartier des affaires, sa zone industrielle et ses quartiers résidentiels aisés. On y trouve également les quartiers coloureds et indiens de Westenburg et de Nirvana. À sa périphérie se trouvent des townships ainsi que des zones de peuplement moins formels, qui connaissent un afflux énorme de population, suivant les tendances migratoires actuelles des zones rurales vers les zones urbaines. Ces zones sont dans l'ensemble peu ou mal développés, manquant de services sociaux et d'infrastructures adaptées. Ces zones comprennent des townships auxquels se sont agglutinés des camps de squatteurs.
- Seshego: Situé à l'ouest du quartier central des affaires et de la ligne de chemin de fer. Ce township a le meilleur accès à Polokwane. Elle fut jusqu'en 1974 la capitale du bantoustan du Lebowa.
- Mankweng: une vaste zone qui se trouve à 30 km à l'est de la ville. Elle accueille l'un des campus de l'Université du Limpopo
- Sebayeng: situé à 30 km au nord-est du centre-ville, cette zone connait une affluence record de population
- Maja: situé à 20 km au sud de la ville, c'est une zone de peuplement informelle très peu développée. Elle se trouve sur la frange de l'arrière-pays rural.
- D'autres zones comprenant : Chuene, Dikgale et Molepo.

## Économie
La municipalité tire principalement ses revenus de l'agriculture, de l'exploitation minière et de l'industrie.

## Éducation
Le campus Turfloop de l'Université du Limpopo est situé à Mankweng. La Tshwane University of Technology a un campus satellite à Polokwane. Seulement 5,7 % de la population de la municipalité dispose d'un diplôme de l'enseignement supérieur. 

## Sports
La municipalité de Polokwane a été choisie pour accueillir la Coupe du monde de football en 2010. Elle a ainsi fait bâtir un tout nouveau stade prêt début 2010 : le Stade Peter Mokaba, en référence au célèbre combattant de l'Apartheid en Afrique du Sud qui possède désormais une capacité de 41 733 places. Polokwane est une ville où le football est préféré au rugby du fait en particulier du fort taux de population noire (environ 94 %). On peut notamment citer les clubs de football suivants : Polokwane City FC, Black Leopards, Dynamos, Winners Park.

## Politique
Lors des élections municipales du 1er mars 2006, l'ANC remporta la municipalité avec 77,48 % des suffrages (58 sièges sur un total de 73) alors que l'Alliance démocratique a remporté 7 sièges. Thabo Makunyane (ANC) a ensuite été élu maire par le conseil municipal. Lors des élections municipales de 2011, l'ANC remporta 80 % des suffrages et 61 des 76 sièges du conseil municipal devant la DA (11,50 % et 9 sièges).

### Liste des maires de Polokwane
- Thabo Makunyane (ANC) de décembre 2000 à septembre 2010
- Freddy Greaver (ANC) de 2010 à 2014
- Thembi Nkadimeng (ANC) de 10 juillet 2014 à aout 2021
- John Mpe (ANC) depuis le 3 septembre 2021